# Alfred Munnings
Alfred James Munnings (8 octobre 1878 – 17 juillet 1959), est connu comme étant l'un des meilleurs peintres équestres britanniques et en tant qu'ennemi du modernisme. Engagé par la Canadian War Memorials Fund de Lord Beaverbrook, il a gagné plusieurs commissions prestigieuses[Lesquelles ?] après la Grande guerre, lesquelles l'ont rendu riche.

## Formation de peintre
Alfred Munnings est né le 8 octobre 1878 à Mendham, Suffolk. À quatorze ans, il entre en apprentissage chez un imprimeur de Norwich, concevant et dessinant des affiches pendant six ans, et allant à la Norwich School of Art pendant son temps libre. Son apprentissage terminé, il devint artiste-peintre à plein temps. La perte de l'usage de son œil droit dans un accident en 1898 n'a pas affecté sa passion pour la peinture, et en 1899, deux de ses œuvres ont été montrées à l'exposition d'été de la Royal Academy. Il peint fréquemment des scènes rurales, et a pour sujet de prédilection les chevaux.
Il a été associé à l'école de peintres Newlyn School.

## Artiste de guerre

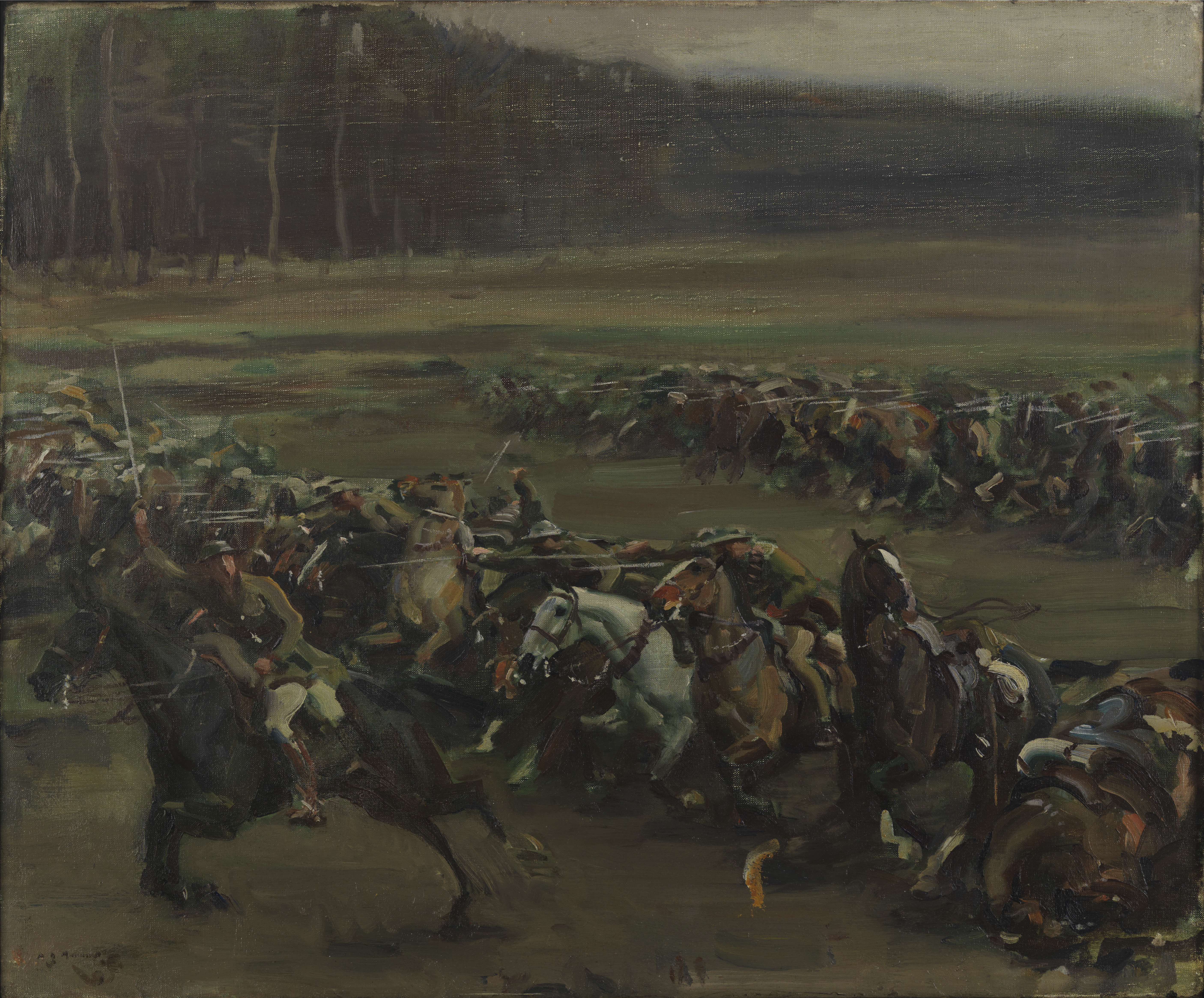
Charge of Flowerdew's Squadron. Tableau d'Alfred Munnings réalisé en 1918.

Bien qu'il soit volontaire pour rejoindre l'armée, il a été jugé inapte à combattre. En 1917, sa participation à la guerre a été limitée à un travail civil, traitant des dizaines de milliers des chevaux canadiens en route pour la France.
Le talent du Munnings sera employé comme artiste de guerre par la Canadian Cavalry Brigade sous la demande de Max Aitken vers la fin de la Première Guerre mondiale. Durant celle-ci, il peindra de nombreuses scènes, dont un portrait équestre du général Jack Seely en 1918 (aujourd'hui dans les collections du Musée des beaux-arts du Canada, à Ottawa). Il peint également Charge of Flowerdew's Squadron en 1918 (aujourd'hui au Musée canadien de la guerre, à Ottawa).
Les Canadian Forestry Corps invitèrent Munnings à visiter leur campement. Il en produira plusieurs dessins, aquarelles et peintures dont "Draft Horses, Lumber Mill in the Forest of Dreux in France" en 1918. La « Canadian War Records Exhibition » à la Royal Academy après la guerre exposa quarante-cinq toiles de Munnings.

## Consécration et récompenses
Munnings est fait Chevalier en 1944 et la même année est élu président de la Royal Academy of Arts, un poste qu'il conserve jusqu'en 1949. Sa présidence est plus célèbre pour son discours de départ qu'il a donné en 1949, attaquant le modernisme. L'émission a été entendue par des millions d'auditeurs à la radio de la BBC. Il sera fait entretemps Chevalier commandeur de l'Ordre royal de Victoria en 1947.

## Postérité
Il est mort à Castle House, situé à Dedham dans le comté d'Essex, le 17 juillet 1959. Après sa mort, son épouse a transformé leur maison de Dedham en musée.